# Alice Dubuisson
Pour les articles homonymes, voir Dubuisson.
Alice Dubuisson est une actrice française.

## Biographie
Alice Dubuisson a été formée au cours Florent par J.-P. Garnier et Michel Fau. Elle a fait un stage caméra avec Gilles Bourdos.
Au cinéma, elle a tourné avec le réalisateur Jean-Paul Civeyrac dans Tristesse beau visage (2004) et dans À travers la forêt (2005). Au théâtre elle a travaillé avec Olivier Py dans Les Contes d'Hoffmann.

## Filmographie
- 2001 : Les semailles et moissons (TV)
- 2004 : Tristesse beau visage de Jean-Paul Civeyrac
- 2005 : À travers la forêt de Jean-Paul Civeyrac
- 2021 : Alex Hugo (TV) de Pierre Isoard, épisode : La Fille de l'hiver : la journaliste

## Théâtre
- 2001 : Les Contes d'Hoffmann mis en scène par Olivier Py
- 2003 : Médor de Vitrac, mis en scène de J. Leguiller